# آنتون وروبیف
آنتون وروبیف (روسی: Антон Геннадьевич Воробьёв؛ زادهٔ ۱۲ اکتبر ۱۹۹۰) دوچرخه‌سوار اهل روسیه است.
از باشگاه‌هایی که در آن بازی کرده‌است می‌توان به تیم کاتیوشا–آلپتسین، و تیم کاتیوشا–آلپتسین، و گازپروم-روس‌ولو اشاره کرد.